# Proprietà endocroniche della tiotimolina risublimata
Proprietà endocroniche della tiotimolina risublimata (The Endochronic Properties of Resublimated Thiotimoline) è un racconto di fantascienza di Isaac Asimov comparso per la prima volta nel 1948 sulla rivista Astounding Science-Fiction.
Il racconto fu pubblicato in italiano per la prima volta nel 1966 col titolo Le meravigliose proprietà della tiotimolina. Parte I ed è stato in seguito ripubblicato più volte col titolo Proprietà endocroniche della tiotimolina risublimata.
La tiotimolina ricompare nei racconti di Asimov Le meravigliose proprietà della tiotimolina. Parte II (The Mycropsychiatric Applications of Thiotimoline, su Astounding, 1953), La tiotimolina e l'era spaziale (Thiotimoline and the Space Age, su Analog, 1960) e La tiotimolina fra le stelle (Thiotimoline to the Stars, 1973).

## Storia editoriale
Asimov scrisse il pezzo l'8 giugno del 1947, nello stile "pomposo e involuto", secondo le sue parole, di un vero articolo scientifico; infatti all'epoca conduceva ricerche in un laboratorio e stava iniziando a stendere la sua tesi di dottorato in biochimica.
Il racconto fu presentato il 10 giugno del 1947 a John W. Campbell, editore della rivista Astounding Science-Fiction, che ne approvò subito la pubblicazione. Il racconto, però, scritto sotto forma di saggio scientifico, corredato di false tabelle e grafici e arricchito di una nutrita finta bibliografia, qualora fosse uscito in concomitanza con la discussione della tesi di dottorato di Asimov, da tenersi nella primavera del 1948, avrebbe potuto sollevare delle perplessità nella commissione d'esame e nuocere al buon esito dell'esame stesso. Asimov, quindi, pregò Campbell di pubblicare l'opera con uno pseudonimo, richiesta che tuttavia l'editore dimenticò di esaudire; in cima al racconto, pubblicato nel febbraio dello stesso anno, campeggiava infatti l'inequivocabile firma del dottorando Asimov.
Il 20 maggio del 1948 lo scrittore sostenne preoccupato gli esami ma, al termine della prova orale, il presidente della commissione rivolse scherzosamente a Asimov alcune domande sulla tiotimolina, facendo intendere all'Autore che l'esame era stato superato e che il racconto era stato comunque apprezzato. Nei mesi seguenti l'opera ebbe tale risonanza negli ambienti universitari che frotte di lettori si rivolsero alle biblioteche per cercare gli inesistenti testi citati nella finta bibliografia del racconto.

## Trama
Il racconto descrive le straordinarie proprietà della tiotimolina (Thiotimoline), una sostanza chimica talmente solubile da sciogliersi ancora prima del contatto con l'acqua.
Questa incredibile proprietà deriverebbe dal fatto che la tiotimolina avrebbe una doppia esistenza, sia nel presente sia nel futuro, e quindi "saprebbe" in anticipo che l'esaminatore la scioglierà nel solvente. Per meglio studiare tali proprietà, il finto relatore del saggio descrive la realizzazione di uno strumento, denominato "endocronometro", con la capacità di misurare il tempo "negativo" di scioglimento della sostanza, ovvero di effettuare misurazioni indietro nel tempo.

## Edizioni
- (EN) Isaac Asimov, The Endochronic Properties of Resublimated Thiotimoline, collana Astounding Science-Fiction, 1948.
- Isaac Asimov, Le meravigliose proprietà della tiotimolina. Parte I, collana Solo un Trilione, traduzione di Filippo Accinni, Avventure del Pensiero CXXII, Bompiani, 1966.
- Isaac Asimov, Proprietà endocroniche della tiotimolina risublimata, collana Asimov Story n. 4, traduzione di Hilia Brinis e Beata Della Frattina, Urania n. 630, Arnoldo Mondadori Editore, 1973.
- Isaac Asimov, Proprietà endocroniche della tiotimolina risublimata, collana Asimov Story, traduzione di Hilia Brinis e Beata Della Frattina, Biblioteca di Urania 3, Arnoldo Mondadori Editore, 1979.
- Isaac Asimov, Proprietà endocroniche della tiotimolina risublimata, collana Asimov Story, traduzione di Hilia Brinis e Beata Della Frattina, Oscar 1957, Arnoldo Mondadori Editore, 1987.
- Isaac Asimov, Proprietà endocroniche della tiotimolina risublimata, collana Tutti i racconti. Volume terzo, traduzione di Beata Della Frattina, I Libri di Isaac Asimov III, Arnoldo Mondadori Editore, 1996, ISBN 88-04-40621-6.
- Isaac Asimov, Proprietà endocroniche della tiotimolina risublimata, collana Tutti i racconti. Volume terzo, traduzione di Beata Della Frattina, Club degli Editori, 1996.